# Corida iubirii
Corida iubirii (în japoneză 愛のコリーダ, Ai no korīda, în franceză L'Empire des sens - Imperiul simțurilor) este o coproducție franco-japoneză, cel mai cunoscut film al regizorului japonez Nagisa Ōshima. It is a fictionalised and sexually explicit treatment of an incident from 1930s Japan, that of Sada Abe. Aparția filmului în anul 1976 a cauzat un scandal public. Tema filmului este inspirată dintr-o întâmplare reală a lui Abe Sada din anul 1936.

## Acțiune
Kichizō (Tatsuya Fuji) este proprietarul unei case Geisha în care lucrează  ca prostituată Abe Sada (Eiko Matsuda). Între proprietar și prostituată se înfiripează o relație plină de pasiune. În final Kichizō își părăsește familia ca să fie mereu împreună cu Sada. Între ei au loc orgii sexuale nelimitate, cu trăsături sadice. Aceste acte sexuale anormale duc în cele din urmă la strangularea și castrarea lui Kichizō de către Sada. Acțiunea filmului se bazează pe o întâmplare asemănătoare petrecută în anul 1936 în Japonia.